# لولاكي 2
مسرحية كويتية كوميدية إخراج نجف جمال إصدار سنة 1992 وتمثيل غانم الصالح وعبدالرحمن العقل ومريم الغضبان وعائشة ابراهيم وانتصار الشراح ومحمد العجيمي وعبدالناصر درويش وعبدالمحسن السهيل واحمد الفرج